# Oulophyllia

Oulophyllia es un género de corales que pertenece al grupo de los corales duros, orden Scleractinia, y a la familia Merulinidae. 
Es un coral hermatípico, por lo que su esqueleto es macizo y está compuesto de carbonato cálcico. Tras la muerte del coral, su esqueleto contribuye a la generación de nuevos arrecifes en la naturaleza.

## Especies
El Registro Mundial de Especies Marinas incluye las siguientes especies, de las que la UICN valora su estado de conservación:
- Oulophyllia bennettae. (Veron, Pichon & Best, 1977). Estado: Casi amenazado ver. 3.1
- Oulophyllia crispa. (Lamarck, 1816). Estado: Casi amenazado ver. 3.1

## Morfología
Las colonias alcanzan usualmente alrededor de 1 m, aunque pueden crecer varios metros de diámetro, y se desarrollan masivamente en forma de placas gruesas o lomas.
Los valles de la colonia son de 10 mm de ancho, y los muros, son más estrechos en el extremo que en la base. Los septa están clara y regularmente dispuestos.
Los coralitos son grandes y angulares. Los pólipos son grandes y de apariencia carnosa.
También posee tentáculos "barredores" que presentan unas células urticantes denominadas nematocistos, empleadas en la caza de presas de plancton o para defender su espacio vital de otras especies, normalmente extendidos sólo de noche.
El color más frecuente es marrón, gris o verde, aunque también presenta el rojo o púrpura, normalmente con el disco oral contrastando con un color diferente.

## Hábitat y distribución
Viven en casi todas las diferentes zonas de los arrecifes, localizados en las zonas tropicales (a una latitud situada entre 30ºN y 20ºS), aunque dónde más abunda es en las lagunas, en zonas cercanas a las costas, en aguas túrbias y de poca calidad. 
Habita normalmente hasta 30 m de profundidad.
Se distribuyen desde las costas del océano Atlántico en Sudáfrica, y la costa oriental africana, pasando por el Mar Rojo, el océano Índico y el Pacífico oeste, hasta las islas del Pacífico central.
Es una especie poco común.

## Alimentación
Contienen algas simbióticas; mutualistas (ambos organismos se benefician de la relación) llamadas zooxantelas. Las algas realizan la fotosíntesis produciendo oxígeno y azúcares, que son aprovechados por los pólipos, y se alimentan de los catabolitos del coral (especialmente fósforo y nitrógeno). Esto les proporciona entre el 70 y el 95% de sus necesidades alimenticias. El resto lo obtienen atrapando plancton y materia orgánica disuelta en el agua.

## Reproducción
Se reproducen asexualmente mediante gemación, y, sexualmente, lanzando al exterior sus células sexuales. En este tipo de reproducción, los corales liberan óvulos y espermatozoides al agua, siendo por tanto la fecundación externa.  Los huevos una vez en el exterior, permanecen a la deriva arrastrados por las corrientes varios días, más tarde se forma una larva plánula que cae al fondo, se adhiere a él y comienza su vida sésil, secretando carbonato cálcico para conformar su esqueleto, o coralito. Posteriormente, se reproduce asexualmente por gemación, dando origen a la colonia coralina.

## Mantenimiento
Su mantenimiento en cautividad es relativamente fácil, comparado con el resto de corales duros, al provenir de aguas turbias. Se debe procurar alimentarlo con fitoplancton, aunque también admite artemia o mysis. 
La iluminación deberá ser de moderada a alta y la corriente moderada, ya que una corriente fuerte puede evitar la expansión de los pólipos. Conviene vigilar el nivel de calcio con frecuencia debido a su alto consumo. Se recomienda un acuario maduro y estable.
Al tener tentáculos "barredores" para la caza, se debe dejar espacio a su alrededor, ya que, de lo contrario, dañará a los corales vecinos.